# Stethaprion
Genre
Stethaprion est un genre de poissons téléostéens d'eau douce de la famille des Characidae (ordre des Characiformes).

## Liste d'espèces
Selon World Register of Marine Species (21 juillet 2023) :
- Stethaprion crenatum Eigenmann, 1916
- Stethaprion erythrops Cope, 1870 - espèce type

## Systématique
Le nom valide complet (avec auteur) de ce taxon est Stethaprion Cope, 1870,. L'espèce type de ce genre est Stethaprion erythrops.

## Publication originale
- (en) E. D. Cope, « Contribution to the ichthyology of the Marañon », Proceedings of the American Philosophical Society, Philadelphie, APS, vol. 11, no 81,‎ 1870, p. 559-570 (ISSN 0003-049X et 2326-9243, OCLC 1480557, JSTOR 981513, lire en ligne).